# Palmwijn

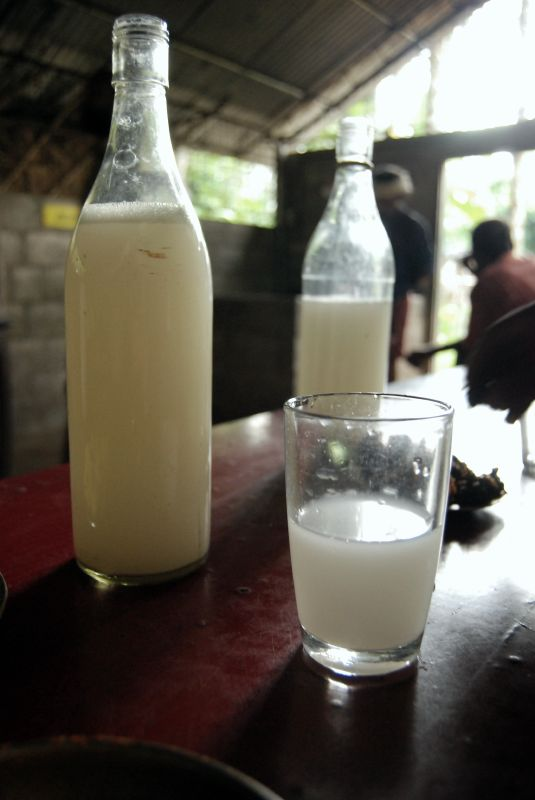
Een glas en twee flessen met palmwijn gemaakt van de bloemen van de kokospalm

Palmwijn is een alcoholische drank die wordt  gemaakt van het sap van verschillende soorten palmbomen zoals de Palmyra- en Kokospalmen. 

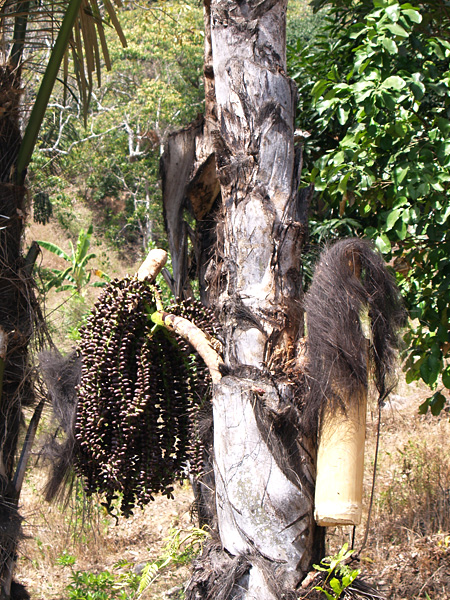
Het tappen van palmboomsap in Oost-Timor

De drank komt veel voor in verschillende delen van Azië en Afrika, en kent vele namen. Aan de ene kant kan de productie van palmwijn bijdragen aan de bedreigde status van sommige palmsoorten, zoals de Chileense wijnpalm Jubaea chilensis. Aan de andere kant biedt palmwijnproductie kleine boeren een inkomen dat economisch meer de moeite waard is dan houtverkoop.
Het sap wordt gewonnen en verzameld door een tapper. Het sap kan worden verzameld uit de bloemen van de palmboom.  Alternatieve methodes zijn het aftappen van sap of het kappen van de gehele boom. De witte vloeistof is in eerste instantie niet-alcoholisch, waarna het wordt gefermenteerd. Door destillatie kan een sterkere drank worden verkregen.

## Palmwijn in de literatuur
Palmwijn tappen wordt vermeld in de roman Things Fall Apart door de Nigeriaanse schrijver Chinua Achebe en staat centraal in de plot van de roman The Palm Wine Drinkard door de Nigeriaanse schrijver Amos Tutuola. Adriaan van Dis schreef het boekenweekgeschenk 1996 met de titel Palmwijn.